# 詹姆斯·簡
簡明（英語：James Jean，1979年—）是一名台灣裔美國畫家，以商業作品以及畫廊藝術品聞名。他為美國DC漫畫描繪過多本漫畫書封面，為Prada所製作的ESPN和Atlantic Records亦頗為盛名。其作品被收錄在多項合集裡，紐約雜誌曾將他與美國知名畫家馬克思菲爾德·派黎胥作比較。

## 早年
簡明出生在台灣，在美國新泽西州長大。他在紐約的視覺藝術學院就讀，於2001年畢業。

## 文藝生涯
2011年，簡成為DC漫畫封面的畫家，獲得七個Eisner獎，連續得三個Harvey獎項，獲得洛杉磯插畫家協會兩個金牌和一個銀牌，紐約插畫家協會也頒與一個金牌。
他也在廣告業裡展露頭腳，並且投搞到許多跨國際的出版社。他的客戶包括時代雜誌， 紐約雜誌， 滾石雜誌，旋轉雜誌(Spin)， ESPN， 大西洋唱片， 塔吉特百貨公司，花花公子，Knopf，普拉達(Prada)等等。
他所插畫的漫畫書封面寓言(Fable)，以及雨傘學園(The Umbrella Academy)帶給他六項Eisner頒發的 "最佳封面插畫家獎"。2006年，他獲得了世界奇幻獎所頒發的"最佳畫家獎"。
2008年，簡從插畫及商業製作中淡出，轉而專著在油畫創作。

## 知名作品
普拉達(Prada)
2007年，在紐約以及洛杉磯，簡為普拉達的震央店(Epicenter stores)畫了壁畫。他也為普拉達在米蘭2008年春季/夏季的展會中設計場景。
簡參與的震央壁畫以及米蘭的壁紙畫，部份被製作成衣服，提包，鞋子和包裝。普拉達將簡的作品推廣到全球性的宣傳，包括廣告業，動畫業，以及其他特殊場合等。
2008年，簡再次和普拉達合作，製作一個以2007年的壁紙畫，服裝，飾品作為基礎的動畫短片。簡負責畫幫動畫編寫故事畫板以及視覺設計。該動畫最後被命名為“顫抖的花開”(Trembled Blossoms), 出處為約翰·濟慈(John Keats)的詩詞。
飛利浦·廉
2010年，簡受時尚設計師飛利浦·廉的雇用，為洛杉磯知名影星，音樂家，時尚名人畫了一系列的人物肖像，包括瑞秋·比爾森，莎瑪·布萊兒等。

## 評論
Dana Jennings 在紐約雜誌指出簡的作品，“以及，包括他的寓言系列作品，他的畫裡充滿著夢幻的浪漫主義和抒情詩體, 可以媲美巴里斯(Maxfield Parrish)，即使當簡推翻了這些主義也是如此。”